# 卡爾馬利坦卡河

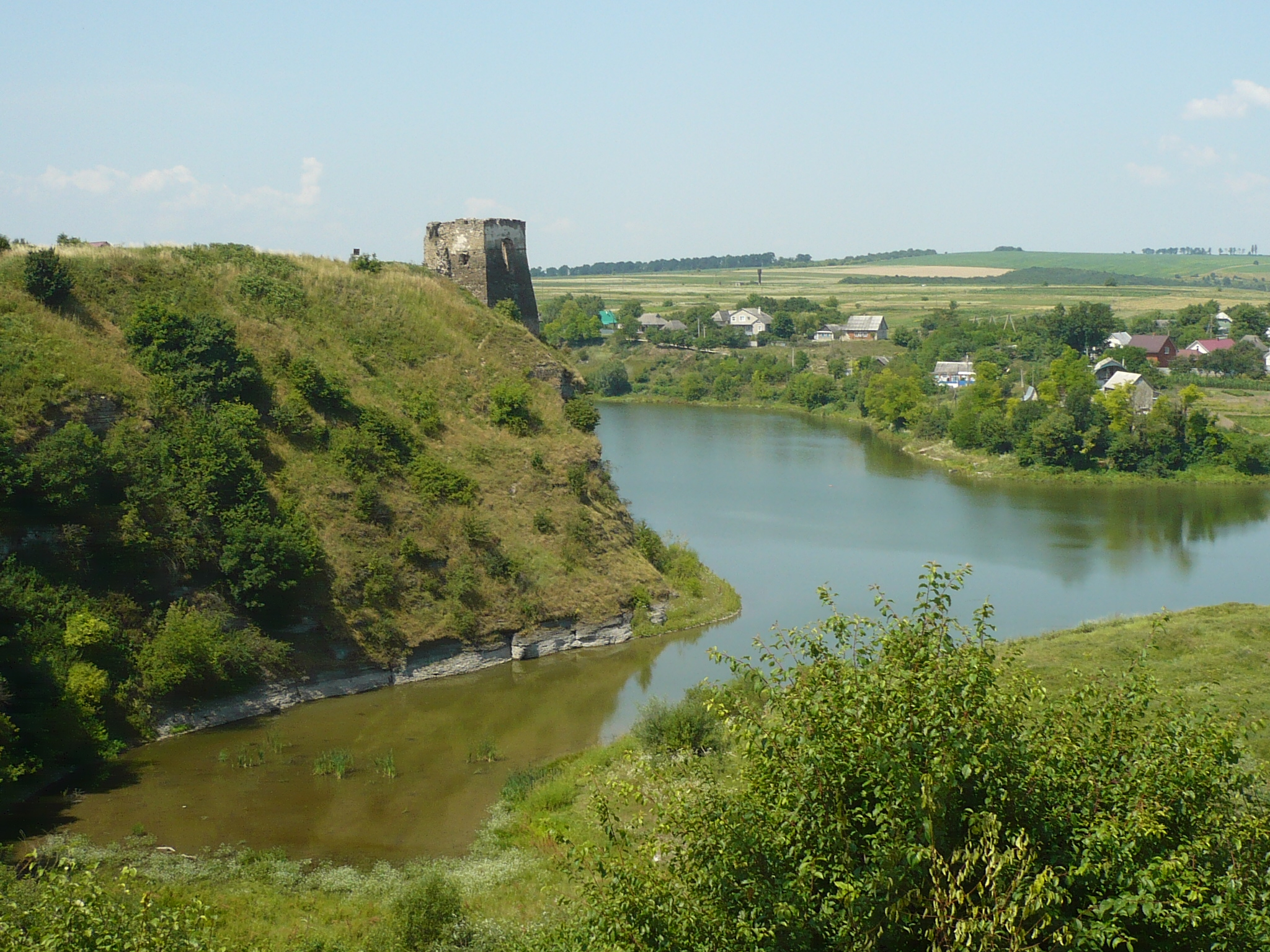

卡爾馬利坦卡河（烏克蘭語：Кармалітанка），是烏克蘭的河流，位於該國西部赫梅利尼茨基州，屬於日萬奇克河的支流，發源自維利霍韋齊以北，流經卡緬涅茨-波多利斯基區，河道全長17公里，流域面積51.8平方公里。